# Дивала однолетняя
Дива́ла одноле́тняя (лат. Scleránthus ánnuus) — вид травянистых растений, относящийся к роду Дивала семейства Гвоздичные (Caryophyllaceae). Типовой вид рода.

## Ботаническое описание

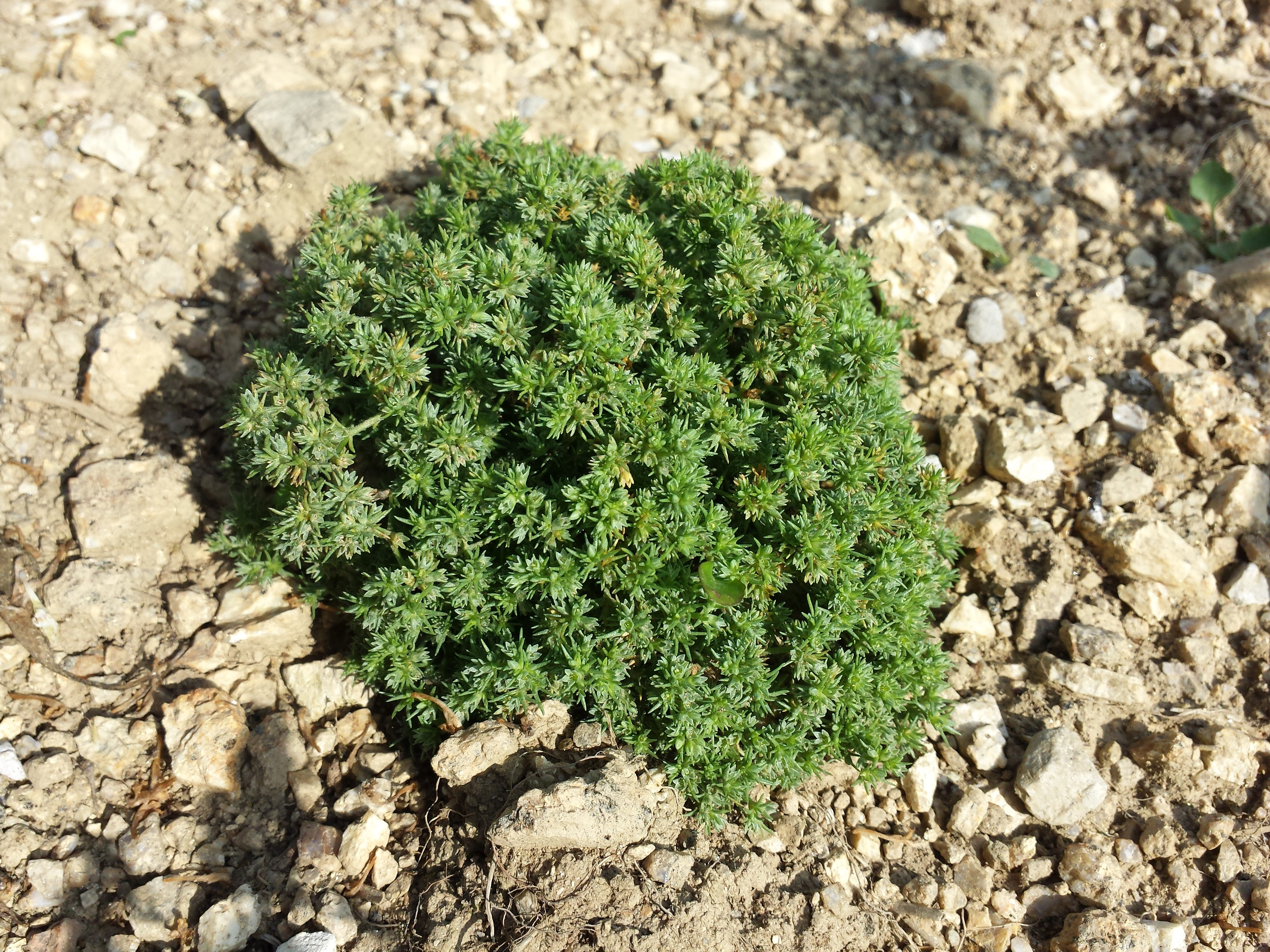
Общий вид растения

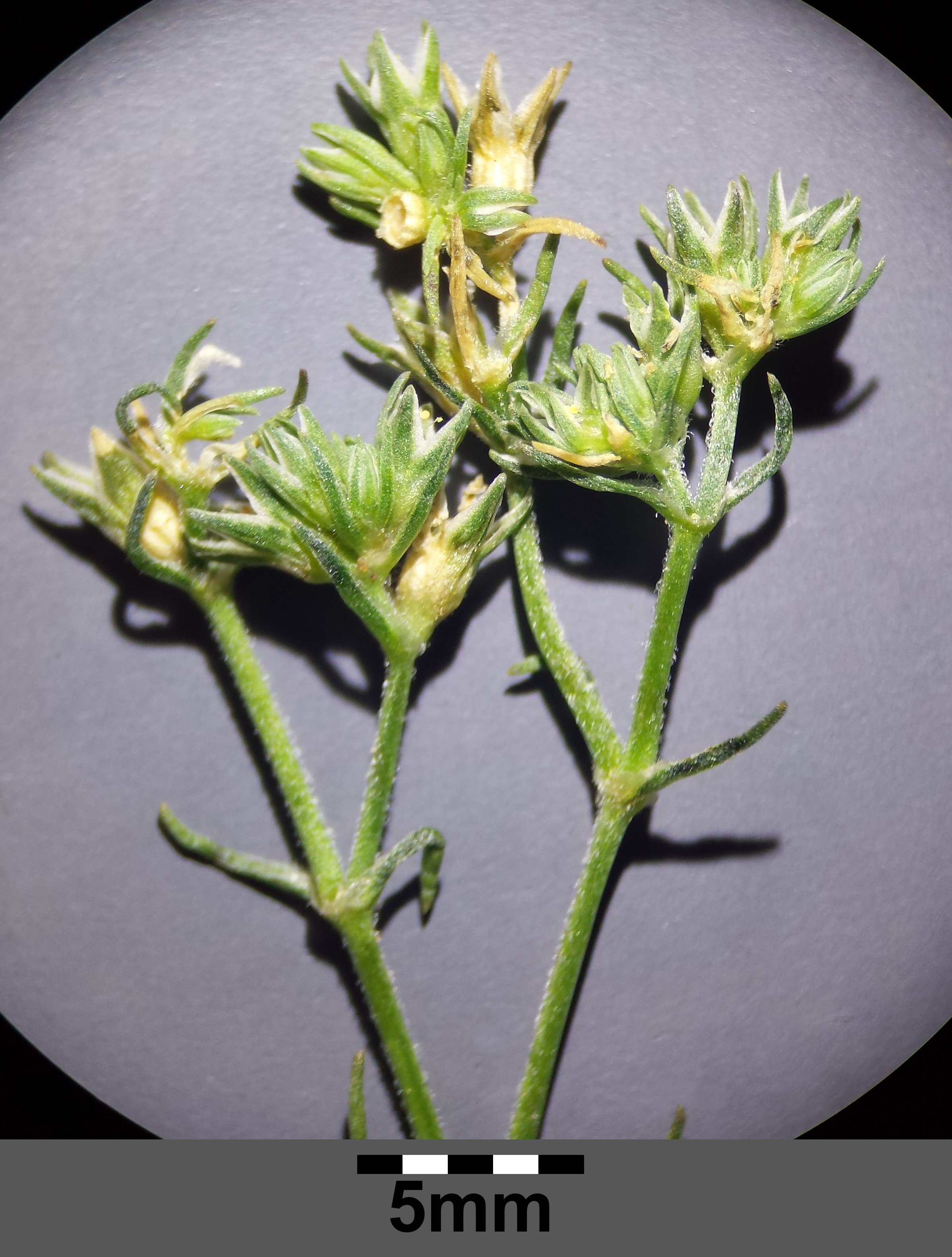
Соцветие

Однолетнее, иногда двулетнее растение с одним или несколькими приподнимающимися, восходящими или прямостоячими стеблями 2—20 см высотой, в различной степени разветвлёнными, с рядами коротких курчавых волосков. Нижние междоузлия длиннее листьев.
Листья супротивные, несколько утолщённые, 4—17 мм длиной и до 1 мм шириной, с острой верхушкой, узколинейные до почти шиловидных, в основании сросшиеся, с ресничками.
Цветки 1—2 мм в диаметре, 2—5 мм длиной, в верхушечных и пазушных дихазиях, сидячие или почти сидячие. Прицветники равны цветкам по длине или несколько длиннее. Чашечка из пяти (редко — четырёх) зелёных с беловатым краем чашелистиков 1,6—2 × 0,6—1 мм, треугольно-яйцевидной формы, острых. Лепестки отсутствуют. Тычинки в числе пяти, из которых функциональны обычно лишь две. Столбиков два, длина их 0,6—0,8 мм.
Плоды — орешковидные коробочки (односемянные, реже двусемянные), окружённые жёсткой чашечкой. Семена 1,2—3,5 × 0,7—1,7 мм, желтовато-коричневые, на кончике красные, с гладкой или слабо волнистой поверхностью.

## Распространение и экология
Широко распространённый в Европе, Юго-Западной Азии, Северной и Восточной Африке вид, занесённый в Северную Америку.
Нередко появляется в качестве сорного растения на полях. Вне антропогенных ландшафтов — на сухих каменистых склонах.

## Классификация

### Таксономия
Scleranthus annuus L., 1753, Sp. Pl.: 406
Вид Дивала однолетняя относится к роду  Дивала (Scleranthus) семейства Гвоздичные (Caryophyllaceae) порядка Гвоздичноцветные (Caryophyllales). Кладограмма в соответствии с Системой APG IV по состоянию на декабрь 2023 года:
|  |                                      |  |                                   |                                   |                      |  | ещё 40 семейств | ещё 40 семейств |                   |  |                         |  | еще 3 подтвержденных вида и 277 видов, ожидающих подтверждения | еще 3 подтвержденных вида и 277 видов, ожидающих подтверждения |  |
|  |                                      |  |                                   |                                   |                      |  | ещё 40 семейств | ещё 40 семейств |                   |  |                         |  | еще 3 подтвержденных вида и 277 видов, ожидающих подтверждения | еще 3 подтвержденных вида и 277 видов, ожидающих подтверждения |  |
|  |                                      |  |                                   | порядок Гвоздичноцветные          |                      |  |                 |                 | род Дивала        |  |                         |  |                                                                |                                                                |  |
|  |                                      |  |                                   | порядок Гвоздичноцветные          |                      |  |                 |                 | род Дивала        |  | 4 внутривидовых таксона |  |                                                                |                                                                |  |
|  | отдел Цветковые, или Покрытосеменные |  |                                   |                                   | семейство Гвоздичные |  |                 |                 | Дивала однолетняя |  |                         |  |                                                                |                                                                |  |
|  | отдел Цветковые, или Покрытосеменные |  |                                   |                                   |                      |  |                 |                 |                   |  |                         |  |                                                                |                                                                |  |
|  |                                      |  | ещё 63 порядка цветковых растений | ещё 63 порядка цветковых растений |                      |  |                 | еще 97 родов    | еще 97 родов      |  |                         |  |                                                                |                                                                |  |
|  |                                      |  |                                   | ещё 63 порядка цветковых растений |                      |  |                 |                 | еще 97 родов      |  |                         |  |                                                                |                                                                |  |

### Внутривидовые таксоны
- Scleranthus annuus subsp. aetnensis (Strobl) Pignatti
- Scleranthus annuus subsp. delortii (Gren.) Meikle
- Scleranthus annuus subsp. polycarpos (L.) Bonnier & Layens — Дивала многоплодная, отличается прямостоячими или восходящими стеблями, короткими междоузлиями, густыми соцветиями, чашечкой 2—2,5 мм длиной.
- Scleranthus annuus subsp. verticillatus (Tausch) Arcang.

### Синонимы
- Scleranthus annuus subsp. annuus
- Scleranthus glaucovirens Halácsy
- Scleranthus velebiticus Degen & Rossi